# Wiesmet

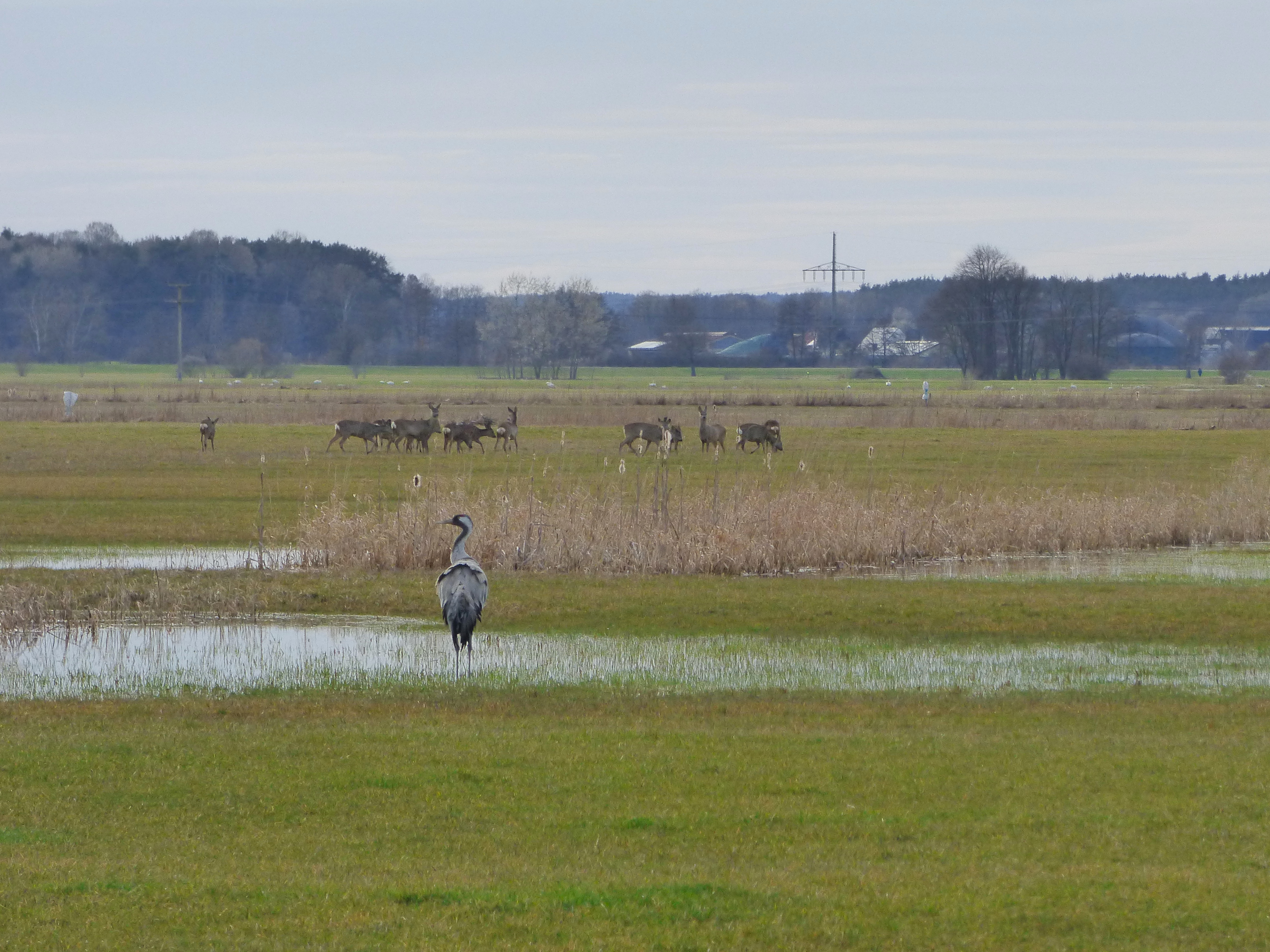
Kranich und Rehe im Wiesmet

Die oder das Wiesmet ist mit rund 1100 Hektar eines der größten und bedeutendsten Feuchtgebiete im süddeutschen Raum. Es befindet sich in einem unbewohnten Gebiet nördlich des Altmühlsees im Süden Mittelfrankens. Die Wiesmet liegt auf dem Territorium der Orte Merkendorf, Ornbau und Arberg im Landkreis Ansbach und der Orte Muhr am See und Gunzenhausen im Landkreis Weißenburg-Gunzenhausen.
Die Wiesmet liegt auf rund 415 m ü. NHN zwischen Muhr am See im Südosten und Ornbau im Nordwesten und wird im Süden vom Altmühlsee, im Osten vom Mönchswald, im Norden von den Orten Hirschlach und Heglau und im Westen vom Altmühlzuleiter begrenzt. Durch das Feuchtgebiet fließt der Altarm der Altmühl sowie mehrere Flüsse und Bäche. Durch die Wiesmet führen nur wenige Feldwege. Das Gebiet ist als Fauna-Flora-Habitat und als EU-Vogelschutzgebiet geschützt und ist als Überschwemmungsgebiet bei einem hundertjährigen Bemessungshochwasser festgelegt.
Das Gebiet wird regelmäßig von der Altmühl überschwemmt, die hier ihr geringstes Gefälle aufweist. Durch die Errichtung des Fränkischen Seenlands gingen rund 900 Hektar des Wiesmets verloren, weswegen der Freistaat Bayern rund 170 Hektar Land aufgekauft und renaturiert hat. Viele Landwirte haben sich vertraglich dazu verpflichtet, Einschränkungen bei der landwirtschaftlichen Nutzung in Kauf zu nehmen, um die Wiesmet als Lebensraum zu erhalten. In der Wiesmet brüten viele verschiedene Vogelarten. Es ist das einzige Feuchtgebiet, in der alle in Bayern heimischen Wiesenbrüter leben, darunter Kiebitze, der Große Brachvogel und die Uferschnepfe.